# 大道長安
大道 長安（だいどう ちょうあん、おおみち ちょうあん、1843年4月30日（天保14年4月1日）- 1908年（明治41年）6月15日）は、明治期の曹洞宗の僧。救世教の祖。初め機外禅透と号したが、のち大道長安。救世教を開いてからは救世仁者とも号した。越後国（新潟県）出身。

## 来歴
蒲原郡新発田(新発田市)の本田文八の次男として生まれる。幕末の1848年（嘉永元年）越後国長岡の曹洞宗長興寺で得度し、1854年（安政元年）長興寺の兄弟子である大雲寺・柏庭大樹に師事し、その養子となった。

駒込吉祥寺旃檀林（今の駒澤大学）に学ぶ。
明治維新後の1873年（明治6年）大樹のあとを受けて岡山県津山・長安寺の住職となり「大道山長安寺」から大道長安に改名。
長岡の長興寺の住職になると1876年（明治9年）新潟県曹洞宗教導職取締という要職についた。しかし、宗門に安住できず1878年（明治11年）救世会を設立して布教と貧児救育活動を行った。
1886年（明治19年）に長野県で救世教会の創立を宣言して僧籍を離脱、観音信仰と在家主義に立ち、社会貢献を訴える救世主義を唱えた。このときの同志に、のち永平寺・総持寺貫首となる鈴木天山がおり、また中村仙巌などのちに曹洞宗尼僧団を牽引する尼僧が救世教の布教を担っている。また長岡で図書館「互尊文庫」を開いた野本恭八郎など、文化人に多大な影響を与えている。1889年（明治22年）には雑誌「救世之光」を創刊、1895年（明治28年）本部を東京麹町に移し、京阪地域まで自ら足を延ばして各地に教線を広めた。
明治41年、長安が入寂すると救世教は基督教から改宗した吉田修夫が二世に選ばれるが若くして亡くなっている。
その後三世に天台宗の坂戸公栄が選ばれ三代まで続いたようだが、活動を主導する後継者をたてることができず昭和16年頃東京淀橋〔現新宿区西新宿6丁目）にて消滅した。
尚、この時の本部は大道長安仁者全集稿本の発行人且つ博文館から出版された文芸倶楽部の創刊時発行人でもあった堀野賢龍の自宅。

## その後
長安の弟弟子・大道禅瑞は北海道釧路の定光寺住職をつとめ、曹洞宗内には長安の法系が現存している。
また教団自体は消滅したとされるが信者に関しては現在（令和4年）まで少人数存在しており、近年の代表的人物には長安の法系を嗣ぐ大本山總持寺元貫首で 全日本仏教会第二十七期会長の大道晃仙（おおみち こうせん）がいる。　
大道晃仙の法系の父にあたる大道英仙も著書「高山流水」の中で、救世教は沈潜期に入っているが信者の繋がりは少数ながら未だに途絶えてないとし、時節因縁の時に一段と光彩を放ち発展するものと信じる。と教団の完全なる消滅は否定している。　
三代目の坂戸公栄に感化され入信した文筆家小瀧純は昭和16年に発行した著書「救世教真髄」の中で救世教は観音信仰であるから救世教という団体に固執する事なく各々が観音を自心の中に発見し様々な環境に応じて出来ることをして行くことが重要だと説いている。

## 墓
- 墓は、寛永寺谷中墓地。乙13号2側向かい。旧長昌院墓地裏手。円筒形の墓碑。墓域は荒れている。正面「救世教祖大道長安仁者墓」。
- 新潟県小千谷市船岡山と岡山県津山市長安寺にもある。

## 著書
- 『大道長安仁者全集』（救世教本部）近代デジタルライブラリー